# 茨城県道247号常陸海浜公園線

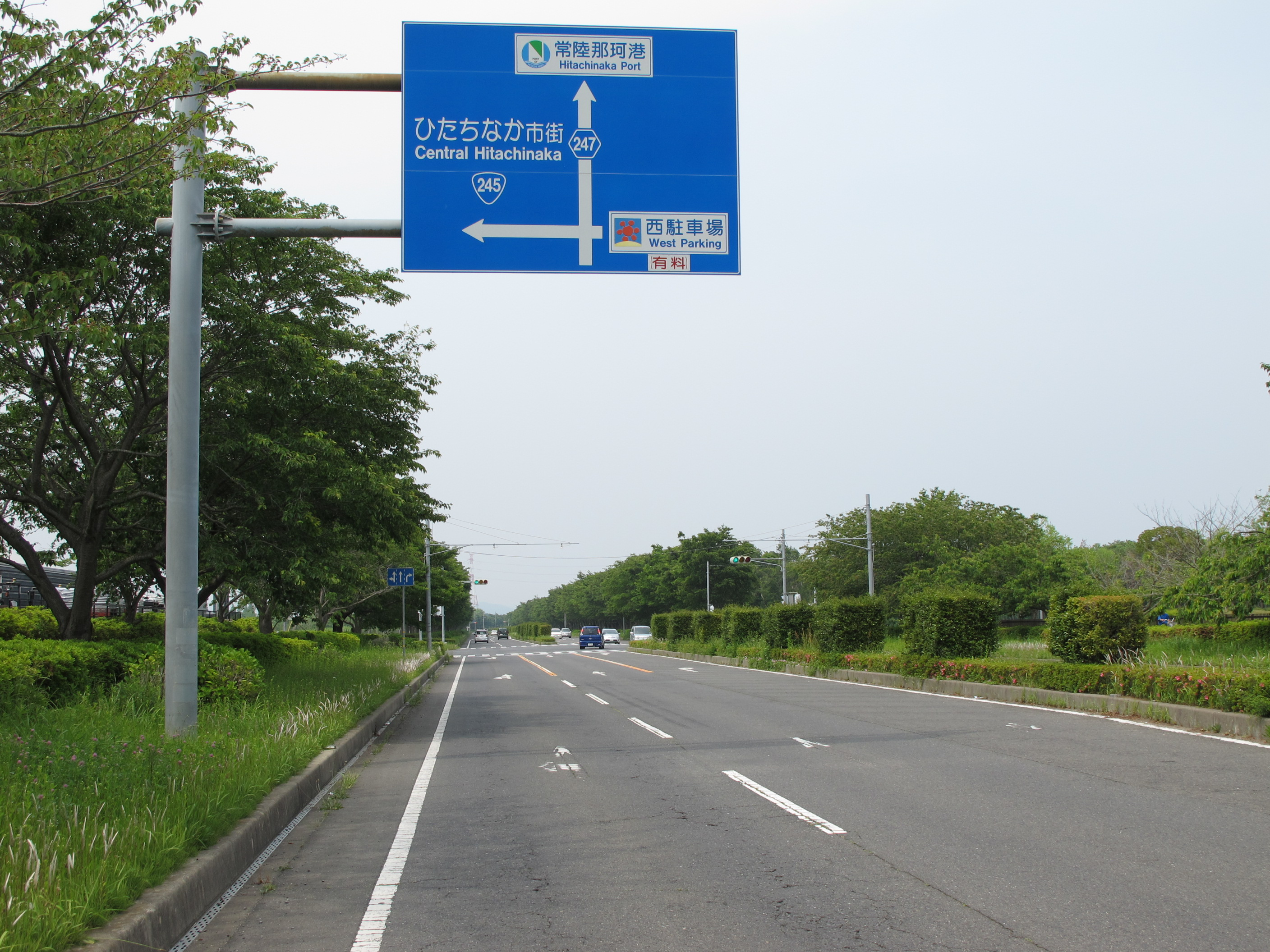
茨城県道247号常陸海浜公園線
ひたちなか市新光町（2014年5月）

茨城県道247号常陸海浜公園線（いばらきけんどう247ごう ひたちかいひんこうえんせん）は、茨城県ひたちなか市から那珂郡東海村までを結ぶ一般県道である。

## 概要
ひたちなか市阿字ヶ浦町の阿字ヶ浦海岸（茨城県道6号水戸那珂湊線交点）から国営ひたち海浜公園の西側外周を弓なりに周回して東海村照沼の茨城県道62号常陸那珂港山方線に接続する延長約5.5キロメートル (km) 一般県道である。途中で立体交差する常陸那珂有料道路とは、ひたち海浜公園ICで連絡接続する。路線名称のとおり、国営ひたち海浜公園の連絡道路でありながら、茨城港常陸那珂港区と連絡する産業道路という側面も併せ持つ路線である。

### 路線データ
- 起点：茨城県ひたちなか市阿字ヶ浦町2227番地先（茨城県道6号水戸那珂湊線交点）[1]
- 終点：茨城県那珂郡東海村照沼130番3（茨城県道62号常陸那珂港山方線交点＝「常陸那珂工区西」交差点）[1]
- 総延長：5.564 km[2]
- 重用延長：なし[2]
- 未供用延長：なし[2]
- 実延長：5.564 km[2]
- 自動車交通不能区間延長[注釈 1]：なし[2]

## 歴史
- 1983年（昭和58年）
  - 4月14日：都市計画決定（水戸勝田都市計画道路 3・1・108号 常陸海浜公園線）[3]。
  - 11月10日：県道常陸海浜公園線（整理番号412）として路線認定[4]。
  - 12月27日：道路区域が決定する（那珂湊市阿字ケ浦字渚（起点） - 那珂郡東海村大字照沼字原（終点）、延長5.565km）[1]。
- 1991年（平成3年）
  - 4月4日：那珂湊市阿字ケ浦町字渚（起点） - 勝田市馬渡字大沼（海浜公園西口・翼のゲート）までの区間を供用開始[5]。
  - 10月3日：那珂湊市阿字ケ浦町字千駄切（海浜公園南口） - 勝田市長砂字渚（下水道事務所入口）までの区間を供用開始[6]。
  - 10月5日：国営ひたち海浜公園開園。
- 1994年（平成6年）9月1日：那珂湊市阿字ケ浦町字千駄切（海浜公園南口） - 勝田市大字馬渡字大沼（海浜公園西口・翼のゲート前）の区間を供用開始[7]。
- 1995年（平成7年）
  - 3月30日：整理番号412から現在の番号（整理番号247）に変更される[8][9]。
- 1998年（平成10年）12月17日
  - ひたちなか市長砂字渚（下水道事務所入口） - 同市長砂字原（主要地方道常陸那珂港山方線）の残存区間が開通し、本路線の全線が開通する[10]。
  - ひたち海浜公園インターチェンジ供用開始。
- 2000年（平成12年）4月1日：ひたちなか市阿字ヶ浦町字渚（起点） - 東海村大字照沼字原（終点）の区間が、通行する車両の最大重量限度25トンの道路に指定される[11]。
- 2004年（平成16年）3月22日：ひたちなか市大字長砂 - 同市大字長砂の区間が、通行する車両の高さの最高限度4.1 mの道路に指定される[12]。

## 路線状況
道路法の規定に基づき、那珂郡東海村照沼（常陸那珂港区西交差点） - ひたちなか市新光町（常陸那珂港南線交差）間は、緊急輸送道路として機能を維持するため、災害発生時の被害拡大防止を目的に道路用地内に電柱を建てることが制限されている。

## 地理

### 通過する自治体
- 茨城県
  - ひたちなか市 - 那珂郡東海村

### 交差する道路
- 茨城県道265号磯崎港線
- 常陸那珂有料道路 ひたち海浜公園インターチェンジ

### 沿線
- 国営ひたち海浜公園（ひたちなか市阿字ヶ浦町）
- 自動車安全運転センター安全運転中央研修所（ひたちなか市新光町）
- ファッションクルーズニューポートひたちなか（ひたちなか市新光町）